# François Bazin
François Emmanuel Joseph Bazin, (Marsella (Provença-Alps-Costa Blava), 4 de setembre, 1816 - París, 2 de juliol, 1878 a París), és un compositor i professor francès.

## Biografia
Fill d'un funcionari de Marsella, va ingressar el 1836 al Conservatori de París, on els seus professors van ser Dourlen, Berton i Halévy. Va guanyar el primer premi d'harmonia i acompanyament pràctic aquell mateix any a la classe de Dourlen, un primer premi de contrapunt i fuga el 1837 i un primer premi d'orgue el 1839. El 1840 va guanyar el primer gran Prix de Rome. Tornat de la seva estada a Itàlia durant la qual s'interessà principalment per la música religiosa, va començar a escriure per al teatre líric, tot complint la funció de professor ajudant de la classe d'harmonia i acompanyament pràctic, avantpassat de la classe d'acompanyament de piano. El 1849 va ser nomenat professor titular de la classe d'harmonia i acompanyament pràctic del Conservatori i, després, el 1871, va ser nomenat professor titular d'una classe de composició que va mantenir fins a la seva mort el 1878. El Tractat de L'harmonia teòrica i pràctica que va deixar és un model de pedagogia.
Va donar diverses òperes còmiques d'èxit, incloses les seves dues obres mestres: Maître Pathelin representada el 12 de desembre de 1856 (amb el famós romanç de Charlot a Angélique: Je pense à vous quand je m'éveille) i Le Voyage en Chine, representada el 9 de desembre, 1865. També se li deuen diverses peces de música sacra i profana.
Després de 1860, va substituir Charles Gounod, que havia dimitit, al capdavant de l'"Orphéon" municipal de París. El 1873 esdevingué membre de l'Institut de França i el 1876 rebé la distinció d'oficial de la Legió d'Honor.
A la seva mort el 1878, Adolphe Danhauser el va succeir com a cap de l'"Orphéon" municipal de París. Està enterrat al cementiri del Père-Lachaise.

## Obra
Òpera còmica

- Le Trompette de M. le Prince (Joubert i Melesville), 1846.
- Le Malheur d'être jolie (Desnoyers), 1847.
- La Nuit de la Saint-Sylvestre (Mélesville i M. Masson), 1849.
- Madelon (Sauvage), 1852.
- Maître Pathelin (de Leuven i Langlé), 1856.
- Les Désespérés (de Leuven ii Langlé), 1858.
- Marianne (Challamel) (n.p. ; 1861-2)
- Le Voyage en Chine (Labiche i Delacour), 1865.
- L'Ours et le Pacha (Scribe i Saintine, amb J. X. Boniface), 1871.

Comèdia musical

- Maître Pathelin (Lemoine)
- Le Voyage en Chine (Lemoine, Joubert)
- Airs extraits (Lemoine, Joubert)

Obertura

- L'Ours et le Pacha (Hamelle)
- La Madelon (Hamelle)

Coral

- Cant sol o a cappella :
  - 3 veus : O douce paix (Joubert, Lemoine)
  - 4 veus : Symphonie vocale número (Joubert, Lemoine)
  - Cançons per als orfeons (12 de les 25 obres de les Soirées orphéoniques (Vespres orfeòniques). Col·leccions de cors aprovades per la Comissió de cant de la ciutat de París per als orfeons de França. Primera col·lecció. 1860, Lescudier, París)
- Cant amb o sense acompanyament d'orgue o harmònium (piano):
  - Divers chœurs (Joubert, Lemoine)